# Weihwasserbecken (Arces)

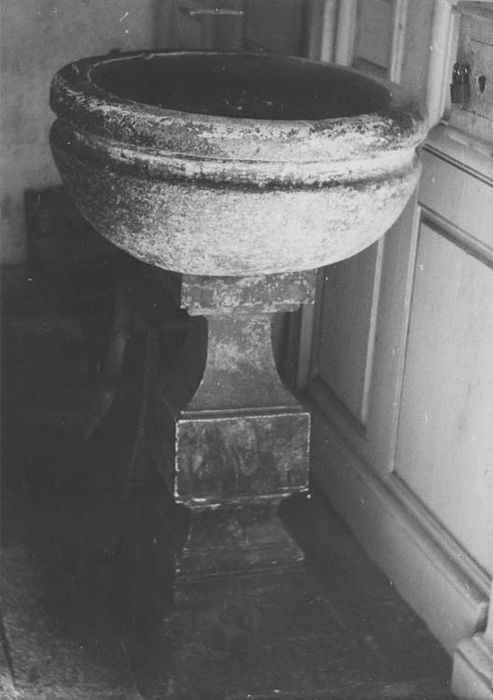
Weihwasserbecken in Arces

Das Weihwasserbecken in der Kirche St-Martin in Arces, einer französischen Gemeinde im Département Charente-Maritime der Region Nouvelle-Aquitaine, wurde im 18. Jahrhundert geschaffen. 
Im Jahr 1982 wurde das Weihwasserbecken als Monument historique in die Liste der geschützten Objekte (Base Palissy) in Frankreich aufgenommen.
Das Weihwasserbecken aus Stein steht auf einem rechteckigen Sockel und einem schlankeren Schaft. Das runde Becken ist nur mit zwei Wülsten geschmückt.  